# Liste der Kulturdenkmäler in Niederstedem
In der Liste der Kulturdenkmäler in Niederstedem sind alle Kulturdenkmäler der rheinland-pfälzischen Ortsgemeinde Niederstedem aufgeführt. Grundlage ist die Denkmalliste des Landes Rheinland-Pfalz (Stand: 27. Juni 2022).

## Denkmalzonen
| Bezeichnung             | Lage                                                         | Baujahr         | Beschreibung                                                                      | Bild |
| ----------------------- | ------------------------------------------------------------ | --------------- | --------------------------------------------------------------------------------- | ---- |
| Denkmalzone Heserstraße | Heserstraße 1–11 (ungerade Nummern), 13 (nur der Stall) Lage | 19. Jahrhundert | Reihe traufständiger Hofanlagen des 19. Jahrhunderts mit vorgelagerten Hofflächen | BW   |

## Einzeldenkmäler
| Bezeichnung                  | Lage                                | Baujahr                           | Beschreibung | Bild                           |
| ---------------------------- | ----------------------------------- | --------------------------------- | --- | ------------------------------ |
| Hofanlage                    | Eßlinger Straße 1 Lage              | 1830                              | Zweiseithof; Wohnhaus, bezeichnet 1830; straßenbildprägend | BW                             |
| Hofanlage                    | Heserstraße 1 Lage                  | 1804                              | Quereinhaus mit Drempel, bezeichnet 1804, zweiachsige Erweiterung aus dem fortgeschrittenen 19. Jahrhundert, rückwärtig langgestreckte Ökonomie, 1850er Jahre | BW                             |
| Wohnhaus                     | Heserstraße 7 Lage                  | 1805                              | zweieinhalbgeschossige Doppelhaushälfte, bezeichnet 1805 | BW                             |
| Alte Schule                  | Schulstraße 5 Lage                  | 1809                              | ehemalige Alte Schule; Putzbau, bezeichnet 1809 | BW                             |
| Neue Schule                  | Schulstraße 7 Lage                  | um 1880                           | ehemalige Neue Schule; Kalksteinbau mit Kniestock, um 1880 | BW                             |
| Wegekreuz                    | Zahlenstraße, bei Nr. 2 Lage        | 18. Jahrhunderts                  | spätbarockes Schaftkreuz am Wirtschaftsgebäude | Fotos hochladen                |
| Katholische Kirche St. Jakob | Zahlenstraße 7 Lage                 | 1794                              | Chorturm im Wesentlichen romanisch, Schiff bezeichnet 1794, im Kern eventuell romanisch; Kirchhof mit Kalkstein-Umfassungsmauer, Grabsteine überwiegend von 1880 bis 1910; Kriegerdenkmal 1914/18; Sandsteinrelief, Maria mit Kind, wohl aus der Mitte des 19. Jahrhunderts | weitere Bilder Fotos hochladen |
| Wegekreuz                    | Zahlenstraße, bei Nr. 10 Lage       | um 1700                           | Schaftkreuz, um 1700 | BW                             |
| Schmiede                     | Zahlenstraße, Ecke Schulstraße Lage | erste Hälfte des 18. Jahrhunderts | ehemalige Schmiede; Putzbau, im Kern wohl aus der ersten Hälfte des 18. Jahrhunderts, Erweiterung im 19. Jahrhundert; ortsbildprägend | BW                             |
| Löschkreuz                   | südwestlich des Ortes Lage          | Mitte des 18. Jahrhunderts        | Sockel eines barocken Schaftkreuzes, Mitte des 18. Jahrhunderts | BW                             |